# Municipio de Buffalo (condado de Kossuth)
El municipio de Buffalo (en inglés: Buffalo Township) es un municipio ubicado en el condado de Kossuth en el estado estadounidense de Iowa. En el año 2010 tenía una población de 685 habitantes y una densidad poblacional de 7,43 personas por km².

## Geografía
El municipio de Buffalo se encuentra ubicado en las coordenadas 43°12′45″N 94°1′46″O / 43.21250, -94.02944. Según la Oficina del Censo de los Estados Unidos, el municipio tiene una superficie total de 92.2 km², de la cual 92,2 km² corresponden a tierra firme y (0 %) 0 km² es agua.

## Demografía
Según el censo de 2010, había 685 personas residiendo en el municipio de Buffalo. La densidad de población era de 7,43 hab./km². De los 685 habitantes, el municipio de Buffalo estaba compuesto por el 99,12 % blancos, el 0,15 % eran amerindios, el 0,29 % eran isleños del Pacífico y el 0,44 % eran de una mezcla de razas. Del total de la población el 1,02 % eran hispanos o latinos de cualquier raza.